# Кардиомиопатия такоцубо

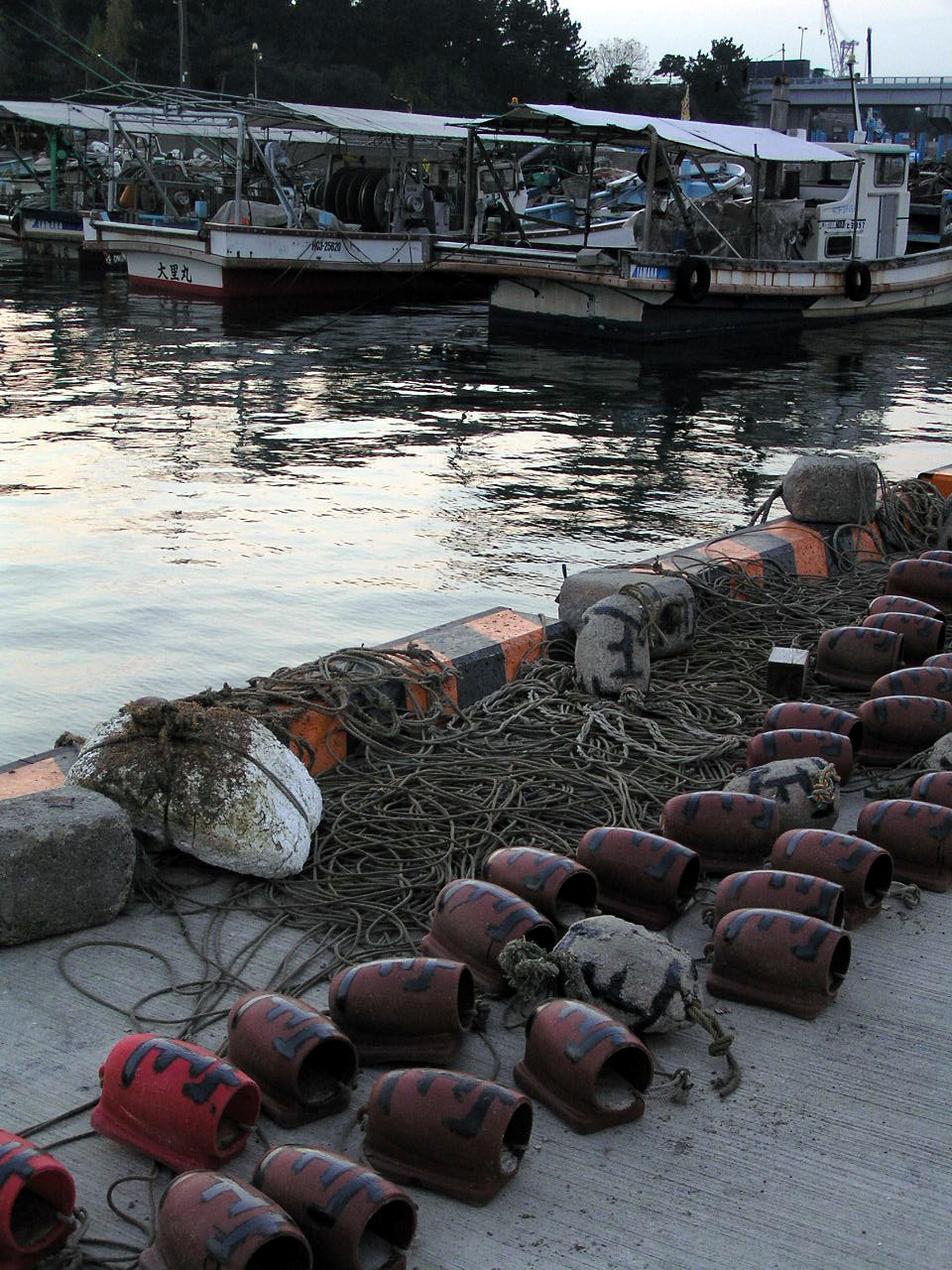
Японские ловушки для осьминогов, в честь которых названо заболевание.

Кардиомиопа́тия такоцу́бо (от яп. 蛸壺, такоцубо — ловушка для осьминога), транзито́рное шарообра́зное расшире́ние верху́шки ле́вого желу́дочка, стре́ссовая кардиомиопа́тия — вид неишемической кардиомиопатии, при котором развивается внезапное преходящее снижение сократимости миокарда (сердечной мышцы). В связи с тем, что слабость миокарда может вызываться эмоциональным стрессом, например смертью любимого человека, состояние также называется «синдромом разбитого сердца».

## Общая информация
Стрессовая кардиомиопатия — хорошо распознаваемая причина острой сердечной недостаточности, летальных желудочковых аритмий и разрыва стенки желудочка. В типичных случаях кардиомиопатия такоцубо проявляется внезапным развитием сердечной недостаточности или болей в груди, сочетающихся с изменениями на ЭКГ, характерными для переднего инфаркта миокарда.
В ходе наблюдения за пациентами часто отмечается выбухание верхушки левого желудочка с гиперкинезом его основания. Картина выбухания верхушки сердца, сочетающегося с сохранённой функцией его основания, дала синдрому японское название тако цубо («ловушка осьминога»).
В качестве причины рассматривается повышение содержания в крови катехоламинов (преимущественно адреналина). В план обследования пациентов включается коронарография, при которой не выявляется гемодинамически значимых стенозов, способных привести к левожелудочковой дисфункции. При благоприятном исходе начального приступа функция левого желудочка восстанавливается в течение 2 месяцев. Обычно кардиомиопатия такоцубо наблюдается у женщин в постменопаузе. Часто в анамнезе больных отмечается недавний тяжёлый эмоциональный или физический стресс.

## Этиология

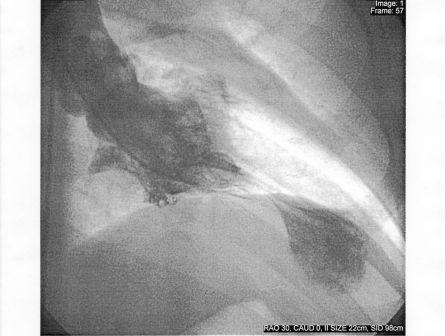
Вентрикулограмма левого желудочка во время систолы, демонстрирующая характерное шарообразное расширение и неподвижность верхушки сердца у пациента с кардиомиопатией такоцубо.

Этиология кардиомиопатии такоцубо ясна не полностью, однако предполагается несколько механизмов.
1. Заворачивающаяся левая передняя нисходящая артерия (англ. wraparound LAD). Левая передняя нисходящая артерия кровоснабжает переднюю стенку левого желудочка у большинства пациентов. Если эта артерия заворачивается вокруг верхушки сердца, она может отвечать также за кровоснабжение верхушки и нижней стенки сердца. Некоторые исследователи отмечали корреляцию между кардиомиопатией такоцубо и этим типом левой передней нисходящей артерии[7]. Вместе с тем другие исследователи показали, что этот анатомический вариант недостаточно типичен для объяснения причины кардиомиопатии такоцубо[8]. Эта теория также не объясняет встречающиеся случаи акинеза межжелудочковой перегородки и основания сердца.
2. Транзиторный вазоспазм. Некоторые первые исследователи кардиомиопатии такоцубо предполагали, что множественные одновременные спазмы коронарных артерий способны вызывать снижение кровотока, достаточное для развития преходящего сбоя в работе миокарда[9]. Другие исследования показали, что вазоспазм значительно менее распространён, чем считалось первоначально[10][11][12]. Также было отмечено, что вазоспазмы, даже многих артерий, не коррелировали по расположению с зонами гипокинеза миокарда[13].
3. Микрососудистая дисфункция. Эта теория предполагает, что развивается дисфункция мелких ветвей коронарных артерий, которые невозможно визуализировать посредством коронарографии. Изменения могут проявляться как микрососудистым вазоспазмом, так, возможно, и микроангиопатией, подобной наблюдаемой при сахарном диабете. В этих условиях мелкие артерии неспособны обеспечивать адекватную оксигенацию миокарда.

Вероятно, в развитии стрессовой кардиомиопатии имеют значение многие факторы — вазоспазм, недостаточность микроциркуляции и патологический катехоламиновый ответ. При наблюдении больших групп пациентов указывается, что у некоторых из них кардиомиопатия такоцубо развивалась после эмоционального стресса или, в иных случаях, после предшествующего физического стресса (астматического статуса или внезапного заболевания).
Примерно у одной трети пациентов стрессовый фактор отсутствовал. Наблюдение больших групп пациентов в Европе показало, что кардиомиопатия такоцубо имеет несколько бо́льшую частоту встречаемости в зимнее время. Это может быть обусловлено двумя возможными патофизиологическими причинами: спазмом мелких ветвей коронарных артерий, преобладающим в холодную погоду, и вирусными инфекциями, например Parvovirus B19, которые чаще наблюдаются в зимний сезон.

## Диагностика

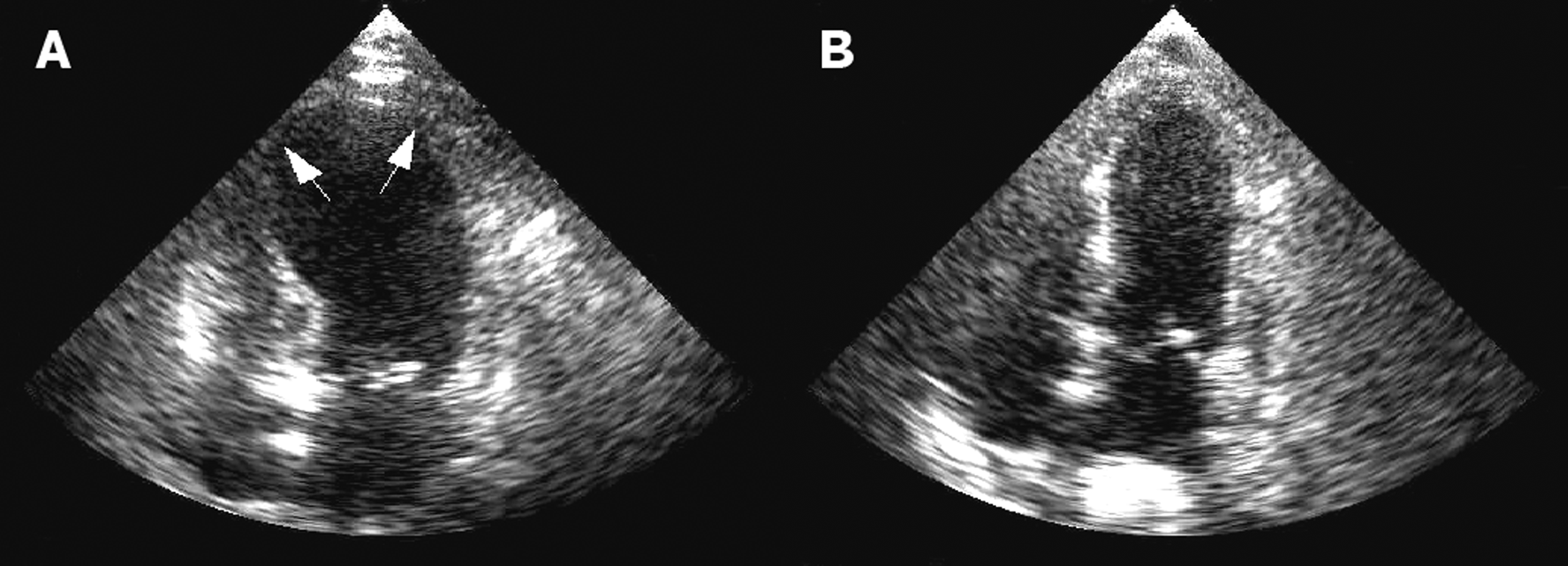
(A) Эхокардиограмма, демонстрирующая дилятацию левого желудочка в острую стадию. (B) Восстановление функции левого желудочка при повторной эхокардиографии через 6 дней.

Кардиомиопатия такоцубо обнаруживалась у 1,7—2,2 % пациентов с острым коронарным синдромом. Хотя первые случаи описаны у пациентов в Японии, кардиомиопатия такоцубо в последнее время отмечалась и у пациентов в США и Западной Европе. Вероятно, синдром не диагностировался до тех пор, пока не был детально описан в японской литературе.
Диагностика кардиомиопатии такоцубо может быть затруднена клинической картиной. Изменения на ЭКГ часто ошибочно трактуют как проявления переднего инфаркта миокарда. Картина описывается острым началом преходящей дисфункции подвижности верхушки (выбухание) в сочетании с болью в груди, диспноэ, элевацией ST-сегмента, инверсией T-зубца или удлинением QT-интервала на ЭКГ. Подъём ферментов миокарда в худшем случае умеренный; отсутствует выраженная коронарная недостаточность.
Диагноз устанавливается на основании патогномоничных изменений подвижности сердечной стенки — нормального сокращения или гиперкинеза основания левого желудочка в сочетании с акинезом или дискинезом остальных его отделов. Это сопровождается отсутствием признаков выраженной коронарной недостаточности, которая могла бы объяснить указанные нарушения сократимости. Хотя классическое ангиографическое описание кардиомиопатии такоцубо включает шарообразное расширение верхушки, встречаются и другие варианты — выбухание межжелудочковой перегородки или, в более редких случаях, выбухание других сегментов.
Паттерны выбухания были классифицированы Симидзу и др. как тип такоцубо с апикальной акинезией и базальной гиперкинезией; обратная такоцубо с базальной акинезией и апикальной гиперкинезией; перегородочный тип с перегородочным выбуханием в сочетании с базальной и апикальной гиперкинезией; локальный тип с выбуханием других сегментов левого желудочка и клинической картиной такоцубоподобной левожелудочковой дисфункции.

## Патоморфология
Есть сообщения, что патоморфологические изменения при этом виде кардиомиопатии представлены фокальным миоцитолизом; ассоциированных микробиологических агентов не выявляется. В некоторых случаях обнаруживалась инфильтрация малыми мононуклеарами; эти патологические находки позволяют предположить, что стрессовая кардиомиопатия является вариантом воспалительного заболевания сердца, а не коронарной патологией. Также имеются сообщения о гистологическом повреждении миокарда без ишемической болезни сердца.

## Лечение
Терапия кардиомиопатии такоцубо в большинстве случаев поддерживающая. У пациентов с артериальной гипотензией используется поддержка инотропными препаратами или внутриаортальная баллонная контрпульсация. Стандартно назначают ацетилсалициловую кислоту, ингибиторы АПФ или антагонисты рецепторов ангиотензина I с целью снижения артериального давления, а также  β-адреноблокаторы для контроля ЧСС и нитраты для устранения спазма коронарных артерий. У многих пациентов функция левого желудочка восстанавливается в течение 2 месяцев.

## Прогноз
Несмотря на грозные исходные клинические проявления у некоторых больных, большинство пациентов переживают начальный приступ с очень низким уровнем больничной летальности или осложнений. После перенесённой острой стадии заболевания пациентов ожидает благоприятный исход с хорошим долгосрочным прогнозом. Даже при тяжёлой систолической дисфункции в начале заболевания сократительная способность миокарда начинает восстанавливаться уже в первые несколько суток и нормализуется в течение нескольких месяцев. В 5 % случаев возникает рецидив заболевания, вероятно провоцируемый ассоциированным пусковым механизмом.